# Шелестівське городище
Шелестівське городище — археологічна пам'ятка доби Гальштату, Ґава-голіградської культури. Укріплене поселення було розташованенеподалік (приблизно 300 метрів на північ) від села Кольчино на вершині гори Тупча. На даний момент, на жаль, пам’ятка як і сама гора є знищеною в результаті роботи кар’єру по видобутку каменю.
Городище на горі почало розвиватися близько 3300 років тому і існувало близько 300 років. Немає єдиної думки з теми статусу цього городища. За однією версією, це було місце постійного проживання великої групи людей або навіть центр родоплемінної групи. За іншою версією – укріплена валами та ровами територія городища могла використовуватися час від часу, в разі небезпеки, жителями прилеглих рівнинних поселень.

## Історія та дослідження
Дослідження укріплень проводилися експедицією Державного Ермітажу в 1965 році та експедицією Ужгородського державного університету в 1971 році. Пізніше дослідження Шелестівського городища здійснював археолог Е. Балагурі у 1971–1972 роках у межах охоронних розкопок. Городище розташовувалося на схід від села Шелестово Мукачівського району (нині входить до складу селища Кольчино) на горі Тупча (висота 342 м над рівнем моря).
Розкопки охопили південну частину городища площею 5500 м², яка на той час залишалася непорушеною. Культурний шар залягав на глибині 0,2–0,4 м. Виявлено два типи жител: перший – прямокутні споруди з кам’яною долівкою, стінами з жердин та прутів, обмазаних глиною; другий – овальні заглиблені житла легкої конструкції з вогнищевою ямою, викладеною камінням. Окрім опалювальних споруд, знайдено також залишки печей. Під час розкопок зібрано значну кількість артефактів, серед яких бронзові вироби (меч, вістря списа, захисна спіраль-наплічник), зернотерки, а також фрагменти керамічного посуду.
Найбільш масовою категорією знахідок була кераміка, хоч і значно фрагментована. Виділяються дві основні групи: кухонний та столовий посуд. Кухонна кераміка представлена банко- та тюльпаноподібними горщиками світло-коричневого або охристого кольору. Столовий посуд, характерний для культури Ґава, включає миски, черпаки, напівсферичні вази, амфори типу «вілланова», оздоблені канелюрами, гірляндами, хвилястими лініями тощо. Переважна більшість цього посуду мала чорне або коричнювате лощення.
Відповідно до класифікації Г. Смирнової, яку підтримав Е. Балагурі, увесь керамічний матеріал належить до ґавсько-голіградського комплексу північно-східних Карпат. Подібність археологічних знахідок з обох боків Карпат підтверджує зв’язок з фракійським гальштадтом (XI–VIII ст. до н.е.).
Е. Балагурі припускав, що потужна оборонна структура свідчить не лише про оборонну функцію городища, але й про його можливе значення як соціально-політичного центру. Ця гіпотеза вимагає подальших досліджень, оскільки безпосередньо пов’язана з формуванням північнофракійського населення культури Ґава у Верхньому Потиссі.
Науковці припускають, що носії гавської культури проникли у північно-східну частину Карпатської улоговини з Балкан у період НА (1100–1000 рр. до н.е.), змішавшись із місцевим населенням пізньої бронзи та раннього залізного віку (культур Станово, Беркес-Демечер). Археологічні дані свідчать, що одним із проявів цього процесу стало поширення «ґавської» амфори типу «вілланова».
На підставі аналізу матеріалів розкопок Е. Балагурі датував Шелестівське городище розвиненим періодом НВ (X–VII ст. до н.е.), зауваживши, що ця хронологія може бути уточнена за результатами подальших досліджень. Він відніс городище до комплексу пам’яток культури Ґава-голігради, зазначивши необхідність подальшого вивчення етнічної належності його мешканців, яких наразі зараховують до північнофракійської спільноти.

## Опис городища
Шелестівське городище займало площу понад 2 га і мало укріплення, що складалося з валу, рову та в’їзних воріт. Його форма нагадувала неправильний овал, витягнутий із заходу на схід, довжиною приблизно 830 м та шириною близько 160 м у центральній частині. Оборонна система була адаптована до природного рельєфу: вал і рів утворювали вигнуту лінію, що охоплювала вершину з півночі та півдня. Крутість схилів у цих зонах сягала 35–45°.
Городище мало 12 входів, проте найзручніші та найпрактичніші розташовувалися в менш крутих частинах схилу. Його планування дозволяло ефективно протидіяти як атакам кінноти, так і тактиці облоги. У разі небезпеки поселення могло вмістити близько 2000 осіб та забезпечити мінімально необхідний виробничий цикл. Значна кількість входів дозволяла здійснювати контратакуючі наступальні вилазки.
Фортифікаційні споруди складалися з валу та рову загальною довжиною приблизно 1200 м, що захищали городище з півночі, півдня та сходу.
Північний вал не мав внутрішніх конструкцій, був засипаний галькою, лісом та містив значну кількість каменю вулканічного походження. Його висота становила 0,86 м, ширина – 5,6 м. Позаду валу розташовувався рів шириною 8,8 м і глибиною 0,65 м.
Внутрішні конструкції добре спостерігаються при розрізі північного валу. Його висота становила 1,9 м, ширина – 8,5 м. Позаду валу розташовувалася кам’яна кладка висотою 1,0 м та шириною 0,6 м, яка укріплювала основу валу та запобігала зсувам ґрунту в рів. Зовнішній бік валу також був укріплений стінкою висотою 0,65 м і шириною 0,6 м, що слугувала перегородкою для зсувів землі по схилу. Між внутрішньою та зовнішньою стінками було викладене плоске каміння, що слугувало фундаментом для глиняної стіни, яка була зафіксована на глибині 0,8 м від вершини валу.
Поряд із валом, з його внутрішнього боку, знаходився рів шириною 8,8 м та глибиною 1,6 м. За приблизними підрахунками, на зведення фортифікаційної лінії Шелестівського городища було витрачено близько 25 000 людино-днів.